# Józef Pruszkowski
Józef Pruszkowski, pseud. P.J.K. Podlasiak (ur. 1 lutego 1837 w Białej Podlaskiej, zm. 29 stycznia 1925 w Lublinie), polski historyk Kościoła katolickiego, duchowny katolicki, profesor Seminarium Duchownego w Lublinie i Katolickiego Uniwersytetu Lubelskiego, członek Polskiej Akademii Umiejętności.

## Życiorys
Był synem Marcina (urzędnika miejskiego) i Franciszki z Markiewiczów. Uczęszczał do gimnazjum w Białej Podlaskiej (do 1854), następnie studiował w Seminarium Duchownym w Janowie Podlaskim (1854–1857) i Akademii Duchownej w Warszawie (1857–1861); studia w Warszawie ukończył ze stopniem kandydata świętej teologii (1861). W 1860 w Warszawie przyjął święcenia kapłańskie z rąk biskupa pomocniczego warszawskiego Henryka Platera. Był wykładowcą w Zakładzie Biblistyki Nowego Testamentu Seminarium Duchownego w Janowie Podlaskim (1862–1869) oraz sekretarzem biskupa podlaskiego Beniamina Szymańskiego. Za udział w powstaniu styczniowym trafił do więzienia razem z biskupem Platerem (1863–1864); aż do 1905 pozostawał pod ścisłym nadzorem policji carskiej. Niezależnie od wykładów w seminarium w Janowie prowadził prywatne zajęcia z historii Kościoła katolickiego we wsiach podlaskich; w 1881 został zmuszony do opuszczenia Janowa Podlaskiego przez władze jako "niepożądany wśród ludności prawosławnej". Był następnie kapelanem w zakładzie dla nieuleczalnie chorych w Warszawie, proboszczem w Bobrownikach nad Wieprzem (1881–1891), Wąwolnicy (1891–1901), Garbowie (1901–1906), parafii Nawrócenia Św. Pawła w Lublinie (od 1906).
W latach 1906–1919 był profesorem i kierownikiem Zakładu Prawa Kanonicznego Seminarium Duchownego w Lublinie. W 1922 został profesorem honorowym Katolickiego Uniwersytetu Lubelskiego. W latach 1868–1881 nosił godność dziekana dekanatu podlaskiego, od 1905 był kanonikiem, a od 1910 prałatem-kustoszem kapituły lubelskiej. Przez wiele lat wspierał finansowo AU w Krakowie (od 1918 PAU), w 1920 został powołany na członka korespondenta Polskiej Akademii Umiejętności. Współpracował z pismem „Polonia Sacra”.
W pracy naukowej zajmował się historią nowożytną Kościoła w Polsce oraz biblistyką Nowego Testamentu. W pracy Martyrologjum czyli męczeństwo Unii świętej na Podlasiu (1905–1917, 2 tomy) przedstawił prześladowania duchowieństwa i wiernych katolickich na Podlasiu po 1864, szczególnie w dekanatach bialskim, konstantynowskim, radzyńskim, sokołowskim i włodawskim. Zajmował się polityką carów Aleksandra II i Aleksandra III wobec Kościoła katolickiego i greckokatolickiego oraz stanem szkolnictwa rosyjskiego na Podlasiu. Opublikował m.in.:
- Historya zjawionego i cudownego obrazu Matki Boskiej oraz kościoła i probostwa w Leśnej na Podlasiu zabranego na własność prawosławia (1897)
- Janów Biskupi czyli Podlaski (1897)
- Leśna na Podlasiu (1897)
- Kodeń Sapiehów, jego kościoły i starożytny obraz Matki Bożej Gwadelupeńskiej (1898)
- Najświętsza Marya Matka Boża (1906–1910, 3 tomy)
- Martyrologjum Podlasia w pieśni (1925)